# Immortal (Michael Jackson-album)
 For alternative betydninger, se Immortal. (Se også artikler, som begynder med Immortal)
Immortal er et remixalbum oprindeligt indspillet af Michael Jackson hvor ogsåThe Jackson 5 medvirker.
Albummet blev udgivet den 21. november 2011 på Epic Records og er et soundtrack til Cirque du Soleil Michael Jackson: The Immortal World Tour.

## Spor
| 1.  | "Working Day and Night"                                                                       | 3:36 |
| 2.  | "The Immortal Intro"                                                                          | 3:07 |
| 3.  | "Childhood"                                                                                   | 4:35 |
| 4.  | "Wanna Be Startin' Somethin'"                                                                 | 3:07 |
| 5.  | "Dancing Machine/Blame It on the Boogie"                                                      | 4:49 |
| 6.  | "This Place Hotel"                                                                            | 2:08 |
| 7.  | "Smooth Criminal"                                                                             | 1:59 |
| 8.  | "Dangerous"                                                                                   | 2:41 |
| 9.  | "The Jackson 5 Medley: I Want You Back/ABC/The Love You Save"                                 | 3:45 |
| 10. | "Speechless/Human Nature"                                                                     | 3:18 |
| 11. | "Is It Scary/Threatened"                                                                      | 5:05 |
| 12. | "Thriller"                                                                                    | 3:32 |
| 13. | "You Are Not Alone/I Just Can't Stop Loving You"                                              | 6:07 |
| 14. | "Beat It/State of Shock"                                                                      | 3:09 |
| 15. | "Jam"                                                                                         | 2:37 |
| 16. | "Planet Earth/Earth Song"                                                                     | 4:04 |
| 17. | "They Don't Care About Us"                                                                    | 3:36 |
| 18. | "I'll Be There"                                                                               | 1:53 |
| 19. | "Immortal Megamix: Can You Feel It/Don't Stop 'Til You Get Enough/Billie Jean/Black or White" | 9:08 |
| 20. | "Man in the Mirror"                                                                           | 4:17 |

Deluxe
| 1.  | "Working Day and Night"                                                         | 3:36 |
| 2.  | "The Immortal Intro"                                                            | 3:07 |
| 3.  | "Childhood"                                                                     | 4:35 |
| 4.  | "Wanna Be Startin' Somethin'"                                                   | 3:08 |
| 5.  | "Shake Your Body (Down to the Ground)"                                          | 2:27 |
| 6.  | "Dancing Machine/Blame It on the Boogie"                                        | 4:04 |
| 7.  | "Ben"                                                                           | 3:44 |
| 8.  | "This Place Hotel"                                                              | 2:08 |
| 9.  | "Smooth Criminal"                                                               | 1:59 |
| 10. | "Dangerous"                                                                     | 2:41 |
| 11. | "The Mime Segment: (I Like) The Way You Love Me/Speed Demon/Another Part of Me" | 2:52 |
| 12. | "The Jackson 5 Medley: I Want You Back/ABC/The Love You Save"                   | 3:45 |
| 13. | "Speechless/Human Nature"                                                       | 3:20 |
| 14. | "Is It Scary/Threatened"                                                        | 5:03 |
| 15. | "Thriller"                                                                      | 3:37 |

| #   | Titel                                                                                         | Længde |
| --- | --------------------------------------------------------------------------------------------- | ------ |
| 1.  | "You Are Not Alone/I Just Can't Stop Loving You"                                              | 6:08   |
| 2.  | "Beat It/State of Shock"                                                                      | 3:09   |
| 3.  | "Jam"                                                                                         | 2:37   |
| 4.  | "Planet Earth/Earth Song"                                                                     | 4:01   |
| 5.  | "Scream/Little Susie"                                                                         | 4:45   |
| 6.  | "Gone Too Soon"                                                                               | 3:23   |
| 7.  | "They Don't Care About Us"                                                                    | 3:37   |
| 8.  | "Will You Be There"                                                                           | 4:56   |
| 9.  | "I'll Be There"                                                                               | 1:50   |
| 10. | "Immortal Megamix: Can You Feel It/Don't Stop 'Til You Get Enough/Billie Jean/Black or White" | 9:08   |
| 11. | "Man in the Mirror"                                                                           | 4:14   |
| 12. | "Remember the Time/Bad"                                                                       | 4:39   |